# 弗雷德里克·布拉开
弗雷德里克·萨姆纳·布拉开（1896年8月1日—1988年1月28日），美国物理学家，1896年出生于美国加利福尼亚州的克莱蒙特。1922年布拉开发现了氢原子光谱的布拉开系。为纪念这位物理学家，月球表面的一座环形山被命名为“布拉开”。

## 参阅
- 里德伯公式
- 玻尔模型